# 康沃爾地理
康沃爾地區位於英國英格蘭的西南部，這裡的大部分人口居住在鄉村地區。康沃爾郡是英格蘭唯一一個只和一個郡（德文郡）接壤的郡。就面積來看，康沃爾郡是英格蘭第九大郡，面積3,563平方公里（1,376平方英里）。康沃爾郡容易受到來自大西洋的西南季風的影響。在地理位置上，英國最南端蜥蜴角就位於康沃爾郡。康沃爾地區的最高點是Brown Willy，高420米。康沃爾的海岸線長度為607公里（422英里）。